# Луція Ондрушова
Луція Ондрушова (словац. Lucia Ondrušová; нар. 10 травня 1988, Братислава, Чехословаччина) — словацька футболістка, півзахисниця чеського клубу «Спарта» (Прага) та національної збірної Словаччини.

## Клубна кар'єра
Луція Ондрушова розпочала займатися футболом в ОШК (Мар'янка), а напередодні старту сезону 2003/04 років перейшла в «Слован» (Братислава). У грудні 2003 року переведена до основного складу. У команді провела один сезон, після чого перейшла до іншого столичного клубу, ПВФА. Відіграла два сезони, а напередодні старту сезону 2006/07 років повернулася до «Слована» (Братислава).
Влітку 2007 року вирішила виїхати за кордоном, прийнявши пропозицію празької «Спарти» з першої ліги Чехії. За «Спарту» відіграла п’ять сезонів, за цей час ставала 4-разовою переможницею чемпіонату та 4-разовою володаркою кубку Чехії. У 2012 році побувала в оренді братиславського «Слована».
Під час літнього трансферного вікна 2012 року вирішує залишитися в Чехії, де підписує контракт з «Богеміанс» (Прага), з яким підписав 2-річний контракт.
Влітку 2014 року підписала контракт з «Нойнкірхом» (кантон Шаффгаузен) з Національної ліги А, вищого дивізіону чемпіонату Швейцарії. Виступала у вище вказаній команді з партнерками по національній збірній Словаччини Даною Фецковою, Луцією Шушковою та Крістіною Церовською. Провів у команді три сезони поспіль, а також їй вдалося виграти титул чемпіона Швейцарії і Кубок Швейцарії 2017 року, коли через відсутність фінансового та адміністративного ресурсу для продовження функціонування, але не змогла заявитися для участі в наступному сезоні, тому отримала статус вільного агента.
У червні 2017 року «Базель» оголосив, що досяг домовленості з Луцією про укладення договору на наступний сезон. Ондрушова допомогла команді посісти друге місце в Національній лізі А 2017/18, відстаючи від «Цюриха» на 5 очок.
Під час літнього трансферного ринку 2018 року, для посилиння півзахисту, перейшла до Верони на сезон 2018/19 року; для словацької гравчині це другий закордонний чемпіонат.
Наступного сезону перейшла до німецького «Кельна».

## Кар'єра в збірній
У 2004 році отримала виклик до жіночої молодіжної збірної Словаччини (WU-19), де дебютувала 28 вересня 2004 року в нічийному (3:3) поєдинку першого кваліфікаційного раунду чемпіонату Європи 2005 року проти одноліток з Сербії.
Завдяки вдалим виступам за молодіжну команду й отримала виклик від Франтішека Урвая до національної збірної, яка готувалася до матчів кваліфікації чемпіонату Європи 2009 року у Фінляндії, у футболці якого дебютувала 20 листопада 2006 року в переможному поєдинку проти Литви. Допомогла команді виграти групу А3 попереднього раунду. На 13-й хвилині відзначилася голом (встановила рахунок 2:0) в перемодному (8:0) поєдинку проти Мальти. 18 лютого 2021 року стала першою словачкою, яка зіграла свій 100-й міжнародний матч.

### Голи за збірну
| Змагання              | Рівень       | Дата       | Місце     | Суперник           | Голи | Результат | Загальний |
| --------------------- | ------------ | ---------- | --------- | ------------------ | ---- | --------- | --------- |
| чемпіонат Європи 2009 | Кваліфікація | 2006–11–23 | Менсдорф  | Мальта             | 1    | 8–0       | 1         |
| чемпіонат світу 2011  | Кваліфікація | 2009–09–19 | Сенець    | Північна Македонія | 1    | 9–0       | 1         |
| чемпіонат світу 2015  | Кваліфікація | 2014–09–17 | Дравоград | Словенія           | 1    | 0–1       | 1         |
| чемпіонат Європи 2017 | Кваліфікація | 2015–12–01 | Оргіїв    | Молдова            | 1    | 5–0       | 1         |

## Досягнення
«Слован» (Братислава)
- Чемпіонат Словаччини
  -  Чемпіон (1): 2003/04

- Кубок Словаччини
  -  Володар (1): 2011/12

«Спарта» (Прага)
- Чемпіонат Чехії
  -  Чемпіон (4): 2007/08, 2008/09, 2009/10, 2010/11

- Кубок Чехії
  -  Володар (4): 2007/08, 2008/09, 2009/10, 2010/11

«Нойнкірх»
- Чемпіонат Швейцарії
  -  Чемпіон (1): 2016/17

- Кубок Швейцарії
  -  Володар (1): 2016/17